# Parque nacional Cofre de Perote
El Parque Nacional Cofre de Perote es un área natural protegida ubicada en el Estado de Veracruz, México mediante decreto oficial del 4 de mayo de 1937. Consta de una superficie de 11 700 ha y pertenece a los municipios de Perote, Xico, Ayahualulco y Acajete. El ecosistema es de bosque de pino y oyamel. Su nombre se debe a la montaña Cofre de Perote que incluyendo sus faldas constituye en sí toda la extensión del parque.

## Historia
El área natural estuvo controlada y explotada por hacendados. En la falda del lado oeste, hacia el altiplano, posteriores a las grandes haciendas aparecieron los ejidos (Los Altos, El Escobillo, El Conejo o Los Pescados en los municipios de Ayahualulco y Perote). En la falda del lado este, la presencia de “terrenos baldíos” propició una dinámica específica, más compleja, con las mismas etapas, pero añadiéndoles otros elementos o actores (Hoffman 1989).

## Biodiversidad
De acuerdo al Sistema Nacional de Información sobre Biodiversidad de la Comisión Nacional para el Conocimiento y Uso de la Biodiversidad (CONABIO) en el Parque Nacional Cofre de Perote o Nauhcampatépetl habitan más de 1,170 especies de plantas y animales de las cuales 64 se encuentran dentro de alguna categoría de riesgo de la Norma Oficial Mexicana NOM-059  y 42 son exóticas,

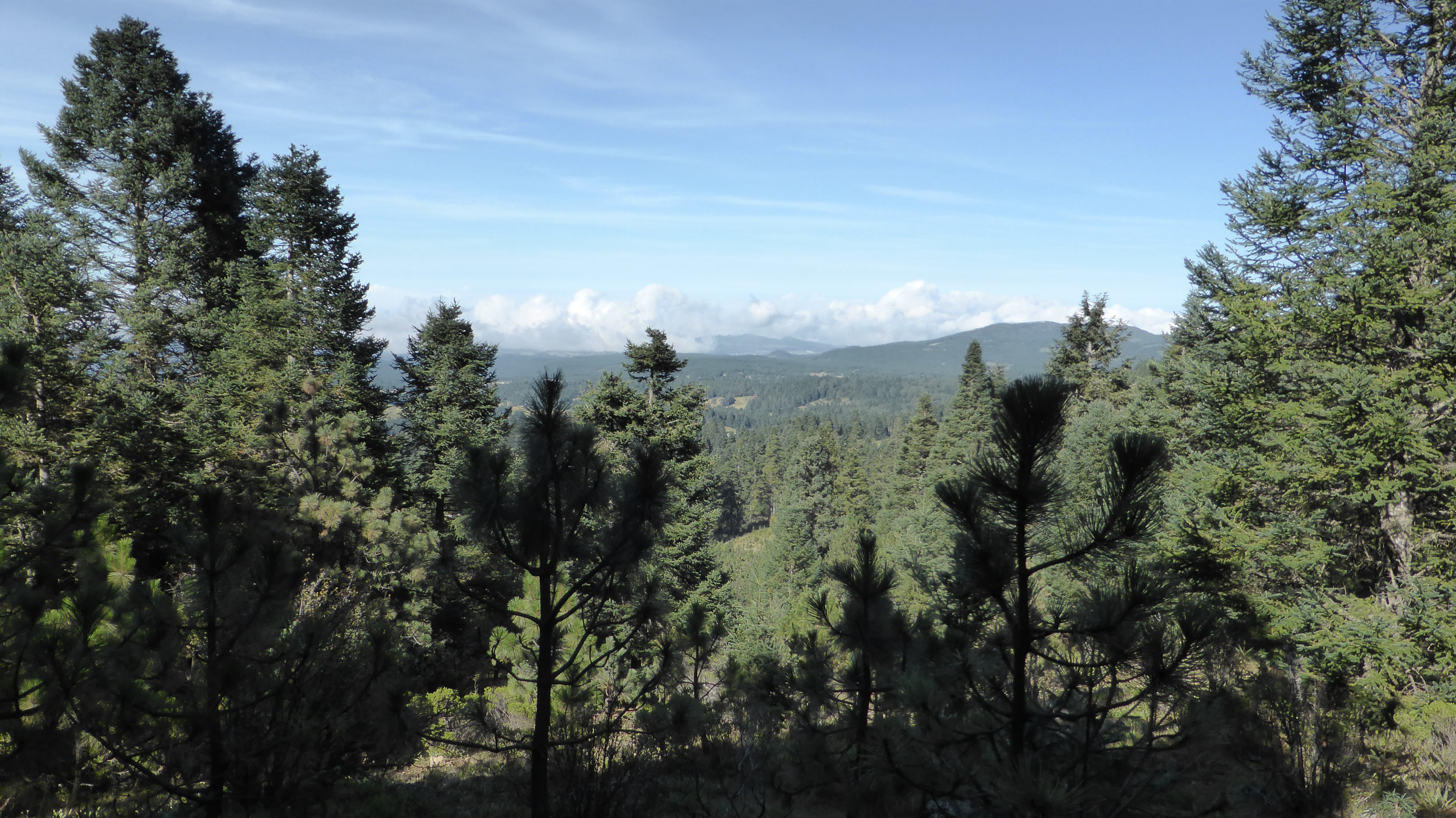
Bosque de Abies religiosa en el cofre de Perote

## Vegetación
Los bosques de oyamel se encuentran en condiciones de pendiente y altitudes restringidas, hecho que se atribuye principalmente al reemplazo de la masa forestal por cultivos agrícolas. La pendiente y la altitud con mayor probabilidad de encontrar a Abies religiosa corresponden a los intervalos de 40-55% y 3200-3400 metros, respectivamente. También, la exposición influye en la presencia de este tipo de vegetación, siendo más frecuentemente encontrada al Noroeste (Sánchez-Velásquez et al., 1991).

## Problemáticas
La deforestación es la mayor amenaza de este parque ya que presenta un índice de deforestación de unas 200 ha/año (Daniel Geissert, comunicación personal) y una sustancial reducción de los bosques maduros, que en la actualidad comprenden solo el 56,8% del área, en tanto que la agricultura se distribuye en un área equivalente al 27% y los pastizales inducidos y cultivados al 15,1% (García-Romero et al., 2010). 